# Barrio de la Vega (Granada)

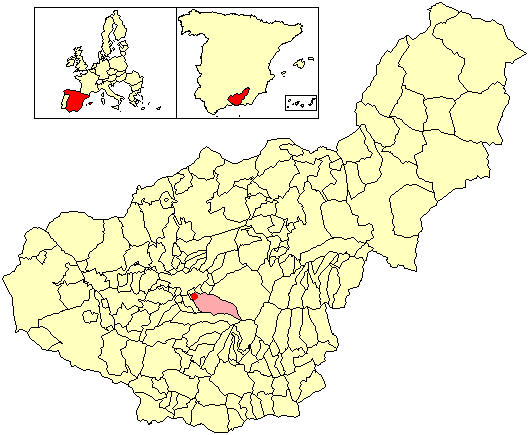
Situación del Barrio de la Vega respecto al término municipal de Monachil, en la provincia de Granada.

El Barrio de la Vega (también llamado popularmente Barrio de Monachil, o simplemente El Barrio) es una localidad y pedanía española perteneciente al municipio de Monachil, en la provincia de Granada, comunidad autónoma de Andalucía. Está situada en la parte centro-sur de la comarca de la Vega de Granada. Limítrofe a esta localidad se encuentran Cájar y Huétor Vega, y un poco más alejados están los núcleos de La Zubia y Ogíjares.

## Historia
El Barrio de la Vega surgió en los años sesenta ante la falta de espacios en el núcleo de Monachil y la necesidad de nuevas construcciones en esta zona próxima a la ciudad de Granada. La parte moderna nada tiene que ver en construcciones y urbanismo con los primitivos edificios de este enclave, que se hicieron de manera incontrolada.

## Demografía
Según el Instituto Nacional de Estadística de España, en el año 2011 el Barrio de la Vega contaba con 5.856 habitantes censados.
Es, por tanto, el mayor núcleo de población de todo el término municipal monachileño, superando cuatro veces a los habitantes de Monachil pueblo.

## Servicios públicos
En El Barrio se encuentra el CP "Los Llanos", el nuevo instituto IES "Los Cahorros", una biblioteca municipal, un pabellón polideportivo cubierto, un campo de fútbol, las instalaciones de la Casa de la Cultura, un hogar del pensionista y un edificio de usos múltiples construido en el mismo lugar donde se encontraba el emblemático edificio de las antiguas escuelas.

## Cultura

### Fiestas
El 19 de marzo de celebra el día de San José, santo patrón del Barrio de la Vega, girando su conmemoración entre el Convento de los Padres Agustinos Recoletos (dónde comenzó la tradición a principios del siglo XX) y la iglesia parroquial de San José (de reciente construcción debido al crecimiento del barrio y continudad de la tradición de San José).
Las fiestas de hacen uniendo el convento, en un extremo del barrio y la parroquia, en el centro del mismo, creando un vínculo de unión.
Además de la misa y procesión, cabe destacar la paellada —característica del Este peninsular— que se hace para más de dos mil personas, además de las cucañas, el campeonato de fútbol, el pasacalles de la banda municipal de música, y la verbena con grupos musicales.
Así mismo, toma bastante importancia la festividad de la Inmaculada Concepción, patrona del barrio. Aunque solamente se celebra con actos religiosos.